# Aleksander Arendt
Aleksander Arendt, ps. Konar (ur. 6 grudnia 1912 w Będargowie na Kaszubach, zm. 1 stycznia 2002) – podporucznik rezerwy Wojska Polskiego, działacz kaszubski, przez lata uważany za komendanta naczelnego Tajnej Organizacji Wojskowej „Gryf Pomorski” w okresie od listopada 1943 do maja 1944 roku.

## Życiorys
Urodził się w rodzinie Antoniego i Klary z domu Klein. Uczęszczał do szkoły powszechnej w Kartuzach (1921–1924), a następnie Gimnazjum Staroklasycznego w Wejherowie (1925–1926). Po śmierci ojca przerwał naukę i podjął pracę w gospodarstwie rolnym w Kwidzynie k. Łebna. Od 1927 roku kontynuował edukację w gimnazjum koedukacyjnym w Kartuzach, a od 1932 ponownie w Gimnazjum Staroklasycznym w Wejherowie, gdzie w 1934 roku zdał maturę. We wrześniu 1934 roku rozpoczął służbę wojskową w Szkole Podchorążych Rezerwy Piechoty w Zambrowie. Po jej ukończeniu został skierowany na Dywizyjny Kurs Podchorążych Rezerwy przy 65 pułku piechoty. Dyplom podchorążego otrzymał w sierpniu 1935 roku w Ośrodku Ćwiczeń w Dolnej Grupie pod Grudziądzem. W roku 1936 odbył ćwiczenia wojskowe w stopniu plutonowego podchorążego w 2 Batalionie Strzelców w Tczewie. 1 stycznia 1937 roku został mianowany na stopień podporucznika. Jednocześnie w latach 1935–1939 studiował na Wydziale Prawa Uniwersytetu Józefa Piłsudskiego. Ukończył także Instytut Pracy Samorządu Terytorialnego o statusie fakultetu. Pełnił funkcję prezesa Koła Akademików Kaszubów w Kartuzach (1935–1936) oraz prezesa Stowarzyszenia Przyjaciół Pomorza (1936–1939). Twierdził, że należał do Polskiej Partii Socjalistycznej, jednak w notatce Służby Bezpieczeństwa (SB) z 1959 roku zanotowano, że jako student związał się ze Stronnictwem Narodowym, do którego przynależał do wybuchu II wojny światowej. Wobec braku dokumentów wątpliwości wzbudza również jego członkostwo w zarządzie Polskiego Związki Zachodniego w Kartuzach w latach 1933–1939, wspomniane w raporcie SB z 1959 roku.
W relacjach Arendt podawał, że w marcu 1939 roku jako oficer rezerwy wziął udział w kursie broni przeciwpancernej w Rembertowie, a w lipcu tego samego roku uczestniczył w kursie dywizyjnym dla podchorążówki w Górnej Grupie. Relację tę podał w wątpliwość historyk Andrzej Gąsiorowski tłumacząc, że ćwiczenia organizowano dla dowódców zespołów dywersyjnych, a sieć dywersji pozafrontowej miała opierać się na oficerach artylerii i saperach. Według Arendta po ukończeniu kursów miał być przeniesiony do dyspozycji dowódcy Okręgu Korpusu nr VIII w Toruniu gen. Michała Karaszewicza-Tokarzewskiego. Tam miał uczestniczyć w tournée artystycznym, którego zadaniem było uspakajanie ludności cywilnej. 24 sierpnia Arendt został przeniesiony do Radomia w celu sformowania kompanii przeciwpancernej. 
Wziął udział w wojnie obronnej 1939 roku, podczas której został ranny w bitwie pod Iłżą. Uniknął niewoli niemieckiej. W październiku 1939 roku udał się do Radomia, stamtąd wyjechał do Starej Kiszewy, a w styczniu 1940 roku wrócił do Kartuz. W początkowym okresie okupacji był dwukrotnie aresztowany, a w końcu skierowano go na przymusowe roboty do niemieckiego gospodarstwa rolnego w Kobysewie na Pomorzu. W marcu 1940 roku zdołał otrzymać od Oskara Orłowskiego fałszywe dokumenty i przepustkę zezwalającą na odbywanie podróży z Pomorza do Generalnego Gubernatorstwa. Od 1941 roku pracował w firmie Hoffmana, następnie w gdyńskim przedsiębiorstwie budowlanym „Nord-Ost-Bau”.
Dokładna data jego przystąpienia do Tajnej Organizacji Wojskowej „Gryf Pomorski” jest nieznana. Krzysztof Komorowski podaje rok 1940, z kolei Andrzej Gąsiorowski w książce pt. Jan Kaszubowski i służby specjalne. Gestapo, Smiersz, UB. zacytował relację Arendta, z której wynikało, że wojskowy do 1943 roku nie wiedział o istnieniu „Gryfa Pomorskiego”.
Po nawiązaniu kontaktów z Józefem Dambkiem i Augustynem Westphalem został przydzielony do komórki legalizacyjnej. W 1942 roku został instruktorem wyszkolenia bojowego. Następnie objął funkcję szefa Wydziału Operacyjnego Komendy Naczelnej TOW „Gryf Pomorski”. Uczestniczył w rozmowach scaleniowych z Armią Krajową. W literaturze naukowej i popularnonaukowej był nazywany komendantem naczelnym „Gryfa Pomorskiego”. Stanowisko to miał objąć po Grzegorzu Wojewskim ps. „Ferrum”. Faktycznie po raz pierwszy Arendt został nazwany komendantem w raporcie Kaszubowskiego dla MBP z września 1945 roku.
Kontrowersje wzbudzają również informacje o jego aresztowaniu wiosną 1944 roku. W 1949 roku Arendt podał, że 12 kwietnia 1944 roku został aresztowany i przewieziony na przesłuchanie do Gdańska. W 1991 roku mówił, że został aresztowany 12 maja. W niemieckich dokumentach nie znaleziono jakichkolwiek danych dotyczących aresztowania Arendta. Według relacji Jana Żurawicza, dowódcy jednego z oddziałów partyzanckich „Gryfa Pomorskiego”, Arendt został aresztowany 12 marca, tego samego dnia co on. W dokumentach osobowych sporządzonych w obozie koncentracyjnym Stutthof odnotowano datę aresztowania Żurawicza, jednak takowej daty nie ma w aktach Arendta.
12 maja 1944 roku został aresztowany przez gestapo. Po siedmiu miesiącach brutalnych przesłuchań w siedzibie gestapo w Gdańsku, został osadzony w obozie koncentracyjnym Stutthof jako więzień policyjny. Uniknął śmierci m.in. dzięki przekupieniu gestapowców. W styczniu 1945 roku trafił do obozu przejściowego w Kokoszkach. Podczas marszu ewakuacyjnego zbiegł w Przodkowie. Według relacji byłych więźniów politycznych obozu Stutthof Arendt wydostał się z marszu dzięki wsparciu funkcjonariusza gestapo Jana Kaszubowskiego.
Po zajęciu Pomorza przez Armię Czerwoną organizował polską administrację samorządową na tym obszarze. Został komendantem powiatowym Milicji Obywatelskiej w Kartuzach. Od maja 1945 roku pracował w referacie samorządowym Urzędu Wojewódzkiego w Gdańsku.
W 1946 roku został wicestarostą powiatu gdańskiego, a w 1947 roku – starostą kościerskim. Od 1948 roku pracował w Wojewódzkim Zarządzie Dróg Publicznych w Gdańsku. Od 2 grudnia 1956 roku był współorganizatorem i pierwszym prezesem Zrzeszenia Kaszubsko-Pomorskiego, a w grudniu 1959 roku został jego wiceprezesem.
Kontrowersje wokół przeszłości Arendta nie wychodziły na światło dzienne w okresie komunistycznym.
Po 1999 roku Roman Dambek i Sławomir Uciński z Zespołu ds. Upamiętniania Etosu TOW „Gryf Pomorski” oskarżali Arendta o bycie agentem gestapo, a następnie NKWD i Urzędu Bezpieczeństwa (UB). Zespół atakował również historyków broniących Arendta. 10 stycznia 2000 roku Zespół wraz z Zjednoczeniem Chrześcijańsko-Narodowym, reprezentowanym przez Jacka Kurskiego poprosiła Instytut Pamięci Narodowej o sprawdzenie, czy Arendt był agentem, a jego działalność wiązała się z rozpracowaniem i likwidacją Tajnej Organizacji Wojskowej „Gryf Pomorski”. Oskarżenia Dambka i Ucińskiego zostały skrytykowane przez środowiska naukowe i pomorskie, samo Zrzeszenie Kaszubsko-Pomorskie podjęło uchwałę w obronie pierwszego prezesa. W następnych latach w prasie lokalnej oraz na materiałach ulotnych publikowano kolejne teksty podważające członkostwo Arendta w „Gryfie Pomorskim”. Sam Arendt złożył pozew do sądu w obronie swojego imienia, jednak zmarł przed ogłoszeniem wyroku. W 2008 roku Andrzej Gąsiorowski w książce Jan Kaszubowski i służby specjalne. Gestapo, Smiersz, UB… na podstawie badań naukowych stwierdził, że Arendt był tajnym współpracownikiem UB i SB, jednak przypuszczalnie był do tej pracy przymuszony. Wyraża także wątpliwość, czy Arendt w czasie okupacji nie podjął współpracy z Niemcami.

## Ordery i odznaczenia
- Krzyż Oficerski Orderu Odrodzenia Polski (16 maja 1984)
- Krzyż Kawalerski Orderu Odrodzenia Polski (30 sierpnia 1957)
- Złoty Krzyż Zasługi (17 września 1946)
- Krzyż Partyzancki (11 stycznia 1964)
- Krzyż Oświęcimski (9 lipca 1986)
- Medal „Za udział w Wojnie Obronnej 1939”
- Medal 40-lecia Polski Ludowej (22 lipca 1984)
- Medal Zwycięstwa i Wolności 1945 (5 września 1946)
- Medal Rodła (4 sierpnia 1986)[11]
- Medal „Za zasługi dla obronności kraju” (12 października 1968)
- Złoty Medal „Opiekun Miejsc Pamięci Narodowej” (19 kwietnia 1977)
- Medal Stolema (1967)
- Medal Pamiątkowy Ministra Sprawiedliwości (22 stycznia 1981)
- Złota Odznaka honorowa PCK I stopnia (22 marca 1979)
- Odznaka „Zasłużony Działacz Kultury” (14 lipca 1981)
- Odznaka honorowa „Zasłużonym Ziemi Gdańskiej” (12 marca 1965)
- Odznaka honorowa „Za Zasługi dla Miasta Gdańska” (22 lipca 1960)
- Odznaka Zasłużony Działacz FJN” (30 czerwca 1982)

Źródło:.